# Обыкновенный нанду
Обыкнове́нный на́нду, или большой нанду, или северный нанду (лат. Rhea americana) — крупная птица из семейства нанду, эндемик открытых пространств Южной Америки. Не летает, однако на бегу развивает скорость до 60 км/час. Обычно держится группами по 5— 30 птиц. Интродуцирован в Германии.

## Описание

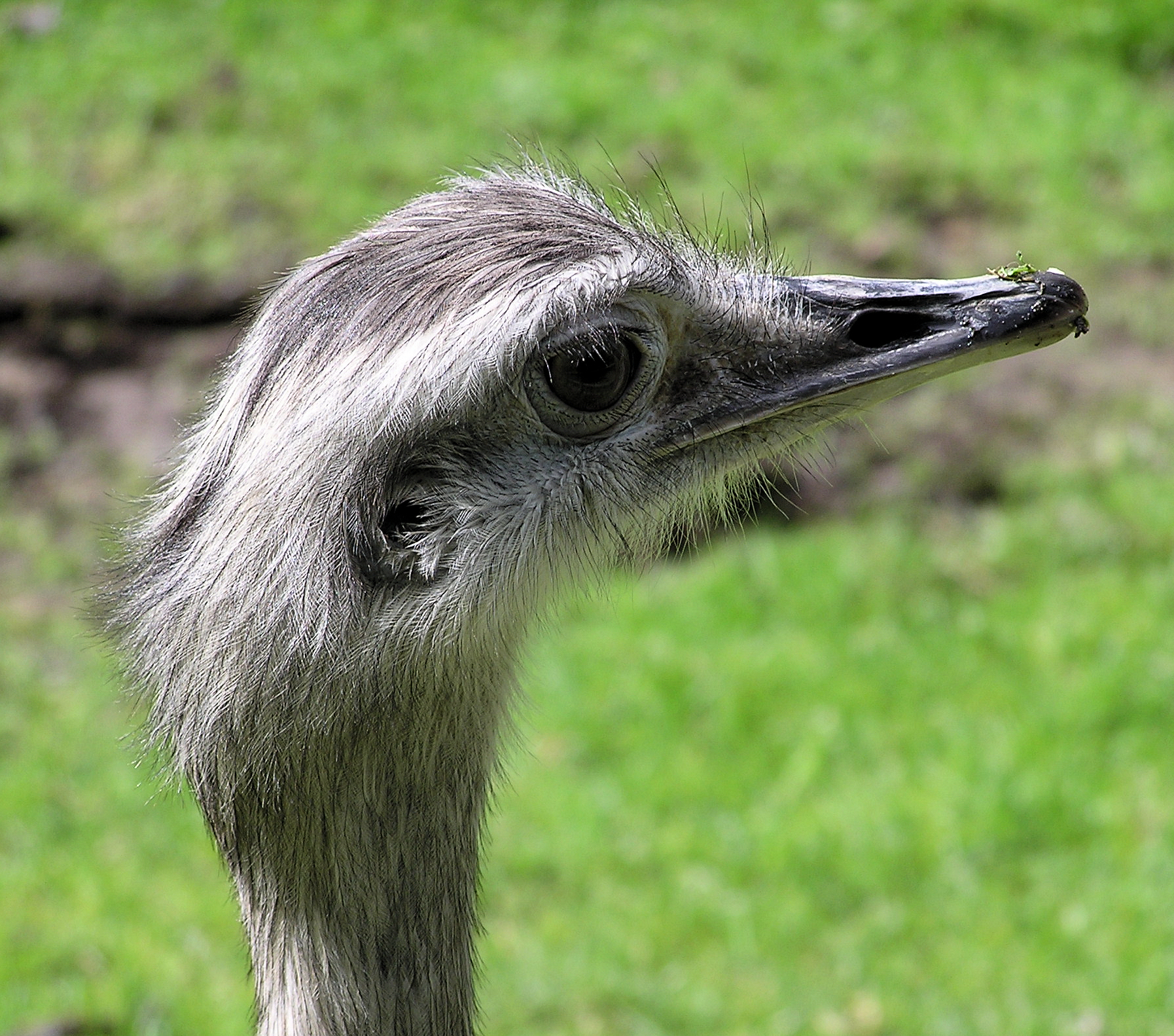
Голова крупным планом

Длина взрослых птиц 127—140 см, вес 20—25 кг и более. Самцы в среднем крупнее самок. Нанду внешне напоминает африканского страуса, однако более чем в 2 раза мельче его и в отличие от своего дальнего родственника имеет оперёнными голову и шею. Ноги длинные и сильные, снабжены только тремя пальцами. В отличие от дарвинова нанду, цевка полностью неоперённая. Крылья довольно длинные; птица использует их для удержания равновесия во время бега. На конце каждого крыла имеется ноготок. Оперение мягкое и рыхлое, окрашено в буровато-серые тона различной интенсивности. Как правило, самцы более тёмные, чем самки, в гнездовой период имеют тёмный «ошейник» в основании шеи. Среди птиц попадаются альбиносы — особи с белым оперением и голубыми глазами. Рулевые перья отсутствуют. Молодые нанду похожи на взрослых, птенцы серые с тёмными продольными полосками. Голос, обычно издаваемый самцом в начале сезона размножения — глубокий и гулкий крик «нан-ду», благодаря которому птица и получила своё название.
Выделяют пять подвидов северного нанду:
- R. a. americana — кампос северной и восточной Бразилии
- R. a. intermedia — Уругвай и крайний юг Бразилии (штат Риу-Гранди-ду-Сул)
- R. a. nobilis — Парагвай к востоку от реки Парагвай
- R. a. araneipes — чако (территории с парковым ландшафтом на границе тропических лесов и саванн) Парагвая и Боливии, бразильский штат Мату-Гросу
- R. a. albescens — пампасы Аргентины к югу до провинции Рио-Негро

Изменчивость выражается в общих размерах и распространении чёрного в области горла. Однако она настолько незначительна, что определение подвида вне района распространения может вызвать затруднение у неспециалиста.

## Распространение

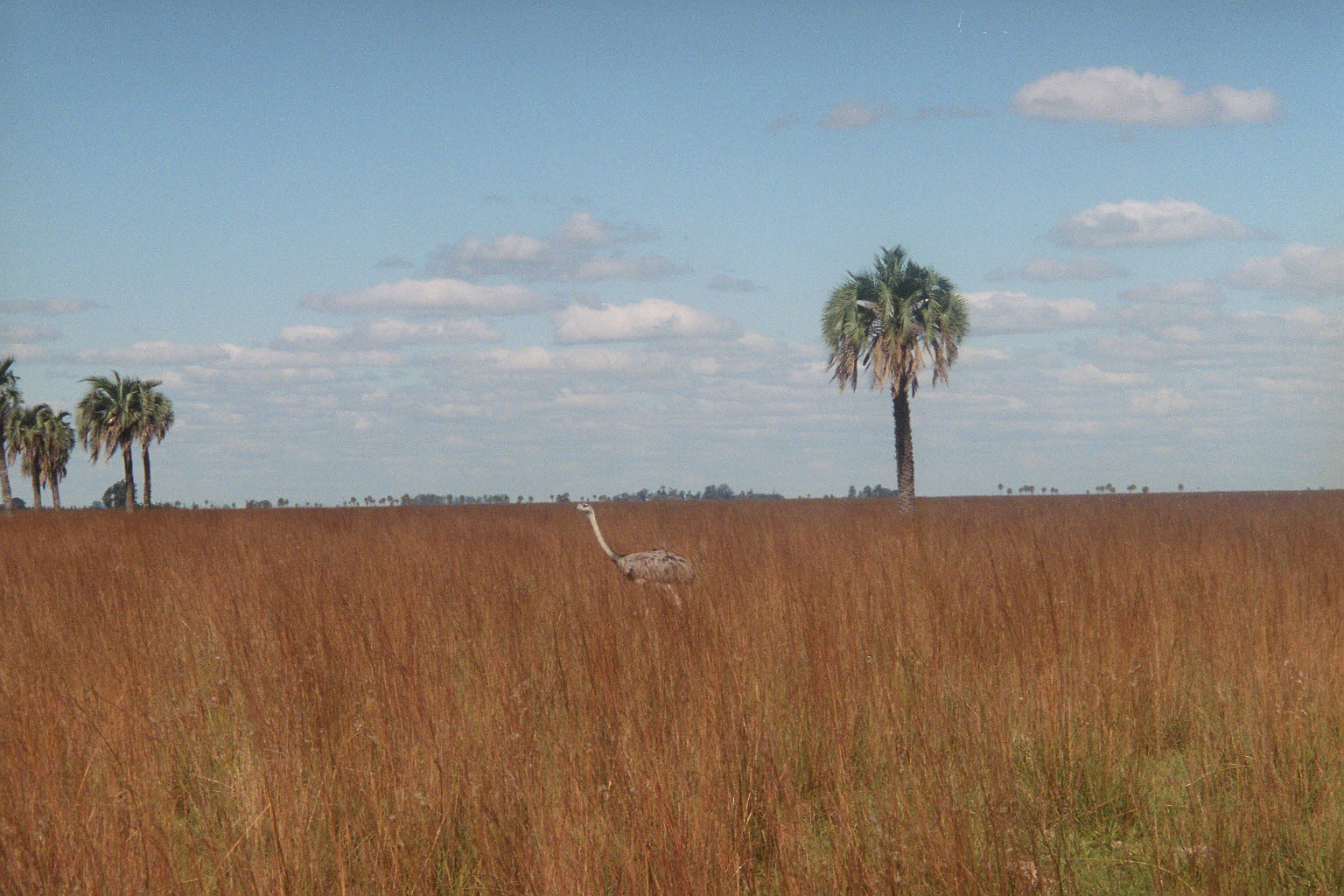
Нанду в аргентинских пампасах

Обыкновенный нанду распространён в Аргентине, Боливии, Бразилии, Парагвае и Уругвае. Населяет открытые пространства с высокой травянистой растительностью и редкими кустарниками, преимущественно пампасы (степи) с доминированием императы (Imperata) и паспалума (Paspalum), кампос (разновидность саванны), реже чапараль, болотистые и пустынные ландшафты. Во влажных тропических лесах и на плоскогорье вдоль атлантического побережья Бразилии отсутствует, к югу встречается до 40-й параллели южной широты. В горы поднимается до 2000 м над уровнем моря в Аргентине. В сезон размножения (весна и лето) держится вблизи водоёмов.
Небольшая популяция этих птиц образовалась на севере Германии после того, как в августе 2000 года три пары нанду были выпущены на волю с фермы в районе Грос-Грёнау (земля Шлезвиг-Гольштейн). Эти птицы успешно акклиматизировались в местности, близкой к родным биомам, перезимовали и на следующий год дали потомство. Позднее часть птиц переправилась через реку Вакенитц (Wakenitz) и обосновалась в земле Мекленбург — Передняя Померания. По оценкам специалистов, к концу 2008 года общее количество диких нанду в Германии составляло около 100 особей (A. Korthals, F. Philipp).

## Питание

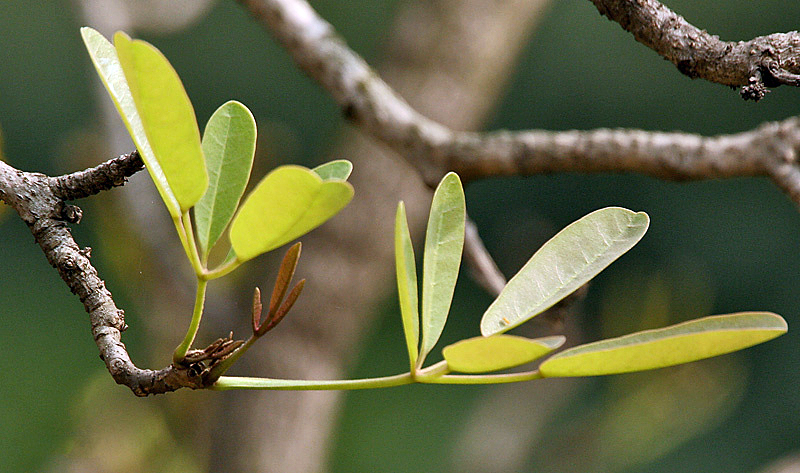
Молодые листья Tabebuia aurea — одно из лакомств нанду

Питается растительными и животными кормами. Употребляет в пищу листья, корневища, семена и плоды многих двудольных растений, в том числе относящихся к семействам Амарантовые, Астровые, Бигнониевые (например, Tabebuia aurea), Капустные, Бобовые (Albizia lebbeck, Indigofera suffruticosa, Plathymenia foliolosa и др.), Яснотковые (Hyptis suaveolens и др.), Миртовые (Eugenia dysenterica, Psidium cinereum), Паслёновые (Solanum palinacanthum, Solanum lycocarpum). В сезон созревания значительную роль играют плоды авокадо и кустарника Duguetia furfuracea (семейство Анноновые). Как правило, зерновые культуры и части однодольных растений в рационе отсутствуют, хотя в отдельных случаях птицы могут в значительном количестве употреблять в пищу зелень некоторых трав (таких как Brachiaria brizantha) и отдельные виды семейства Лилейные (такие как Smilax regelii). Нанду с удовольствием поедает клубни и части растений, содержащие колючки. Как и многие другие виды птиц, он вместе с пищей проглатывает мелкие камешки, которые принимают участие в пищеварении, перемалывая содержимое желудка.
Нанду нередко содержат на фермах, где выращивают культуры, к которым они равнодушны — например, на полях зерновых либо в эвкалиптовых рощах. Причина этого состоит в том, что птицы в больших количествах поедают крупных беспозвоночных, приносящих вред сельскому хозяйству — саранчу, кузнечиков, клопов и тараканов. В саванной местности серрадо и сельскохозяйственных районах бразильского штата Минас-Жерайс представители подвида R. a. americana отдают предпочтение жукам. Пока не ясно, относится ли это к виду в целом, однако в аргентинских пампасах процент употребляемых в пищу жесткокрылых уступает прямокрылым; возможно, это связано с доступностью корма. Кроме того, птицы ловят перепончатокрылых (пчёл, ос и шмелей), а также скорпионов, способных нанести болезненные раны — вероятно, их организм имеет повышенный иммунитет против этих ядовитых животных. Иногда нанду охотятся на некоторых некрупных позвоночных — грызунов, змей, ящериц и мелких птиц, реже в засушливое время года употребляют в пищу дохлую рыбу. Иногда птиц можно встретить возле падших животных, где они ловят мух.

## Размножение

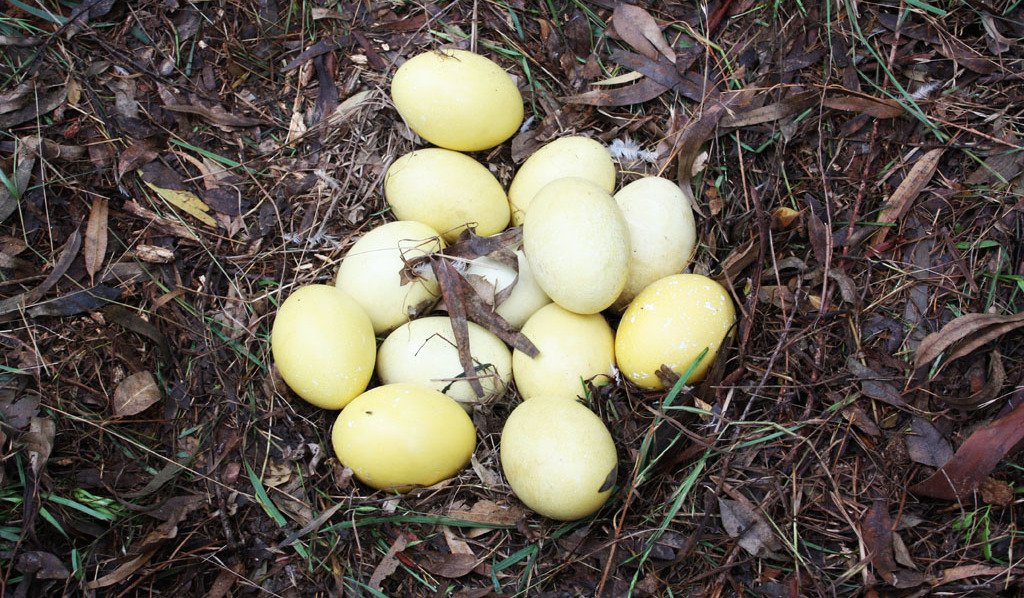
Свежая кладка

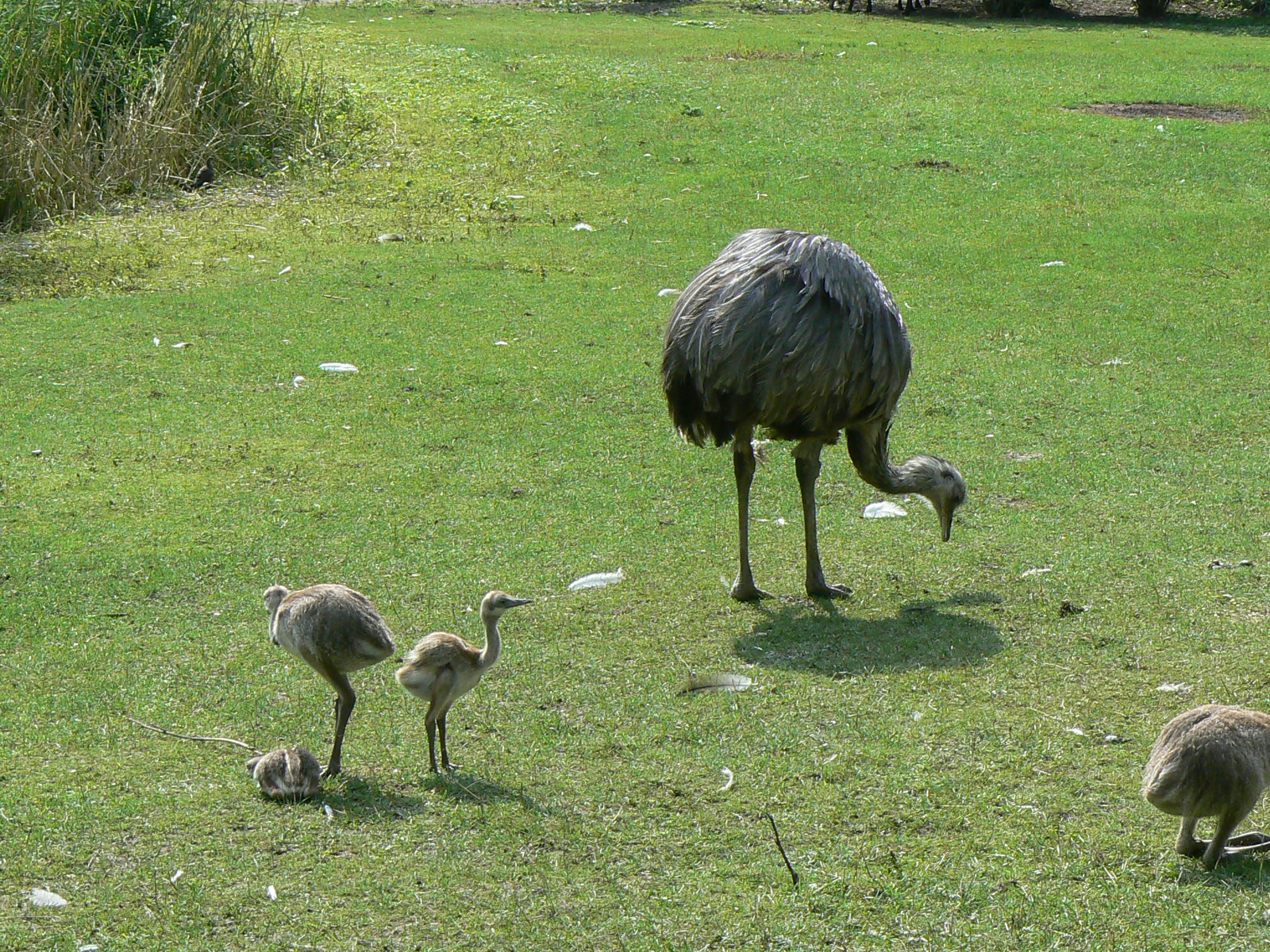
Самец с потомством

Половая зрелость наступает в конце второго или третьего года жизни. К гнездованию приступает в тёплое время года, в промежутке между августом и январём в зависимости от широты. Для самцов характерна одновременная полигиния, для самок — последовательная полиандрия. На практике это выглядит следующим образом: самка поочерёдно перемещается от одного самца к другому, спаривается с ними и откладывает 5—10 яиц в небольшую лунку, выложенную веточками и сухой растительностью. С другой стороны, самец неотлучно остаётся возле гнезда, добавляет в него строительный материал, и спаривается с несколькими самками. Все яйца добавляются в одно и то же гнездо, и результате в нём может скопиться до 80 яиц, оставленных 12-ю самками (чаще всего количество яиц варьирует от 13 до 30). Яйца вначале окрашены в желтовато-зелёный цвет, однако к окончанию насиживания становятся бледно-кремовыми. Размеры яиц: (132 х 90) мм, вес около 600 г. Полная забота о потомстве ложится на плечи самца, который приступает к насиживанию через 2—8 дней после кладки первого яйца. Продолжительность насиживания 29-43 дней. Несмотря на то, что между откладками первого и последнего яйца зачастую проходит до двух недель, все птенцы появляются на свет в течение 36 часов. Уже в возрасте 3-х месяцев молодые птицы достигают роста своих родителей.

## Враги

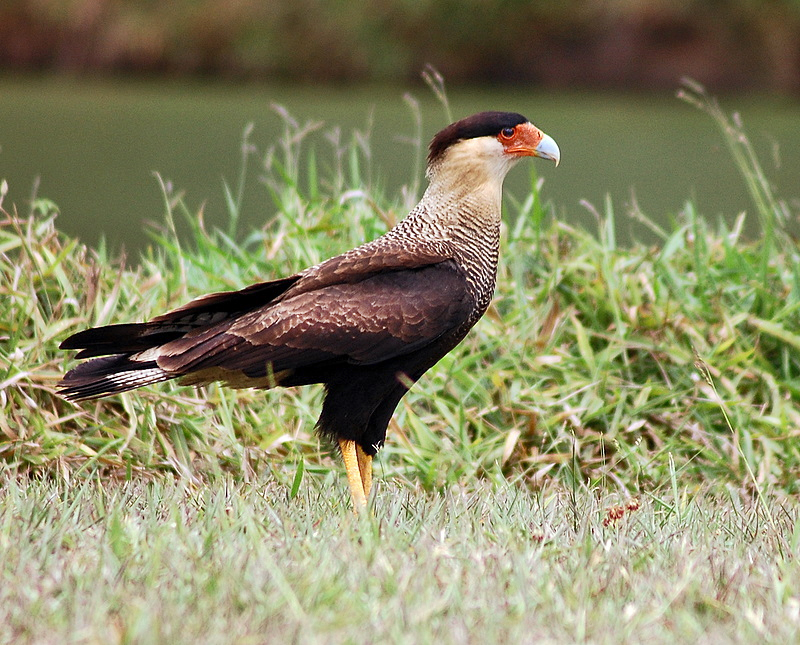
Обыкновенная каракара нападает на птенцов нанду

Среди природных хищников, охотящихся на взрослых нанду, можно назвать только пуму и ягуара. Одичавшие собаки иногда нападают на молодых птиц, а обыкновенная каракара, по всей видимости, поедает только появившихся на свет птенцов. Разорением гнёзд также занимаются броненосцы — так, на гнезде посреди разбитых яиц были отмечены шестипоясный (Euphractus sexcinctus) и щетинистый (Chaetophractus villosus) броненосцы.
Выращенные в питомниках и выпущенные затем на волю птицы нередко становятся лёгкой жертвой хищников, поскольку утрачивают чувство осторожности. По этой причине в 2006 году бразильскими властями был разработан протокол, регламентирующий порядок подготовки птиц к условиям дикой природы, в котором предусмотрены методы для совершенствования условных рефлексов. На волю выпускаются только наиболее осторожные нанду.